# Natural Earth
Natural Earth是一个地图数据集（GIS数据包）项目，提供了1:10m、1:50m和1:110百万三种比例尺的数据。Natural Earth提供的数据详尽且细致，数据集包含的数据集成了矢量和位图两项数据。
Natural Earth的原始作者是 Tom Patterson 与 Nathaniel Vaughn Kelso，但现在已经拓展为许多志愿者协作，并得到了NACIS的支持。
数据包括位于0°N 0°E / 0°N 0°E的1平方米的空虚岛，用于排错。

## 授權
Natural Earth网站上所有版本的Natural Earth栅格和矢量地图数据均属于公有领域。任何人都可以以任何方式使用地图，包括修改内容和设计。

## 外部連結
- Natural Earth官网 （页面存档备份，存于）.